# Goodbye, Miss Turlock
Goodbye, Miss Turlock é um filme de drama em curta-metragem estadunidense de 1948 dirigido e escrito por Edward Cahn e John Nesbitt. Venceu o Oscar de melhor curta-metragem em live-action: 1 bobina na edição de 1948.

## Elenco
- John Nesbitt
- Nana Bryant
- Norman Ollestad